# Série 2000 (Metrô de Madrid)

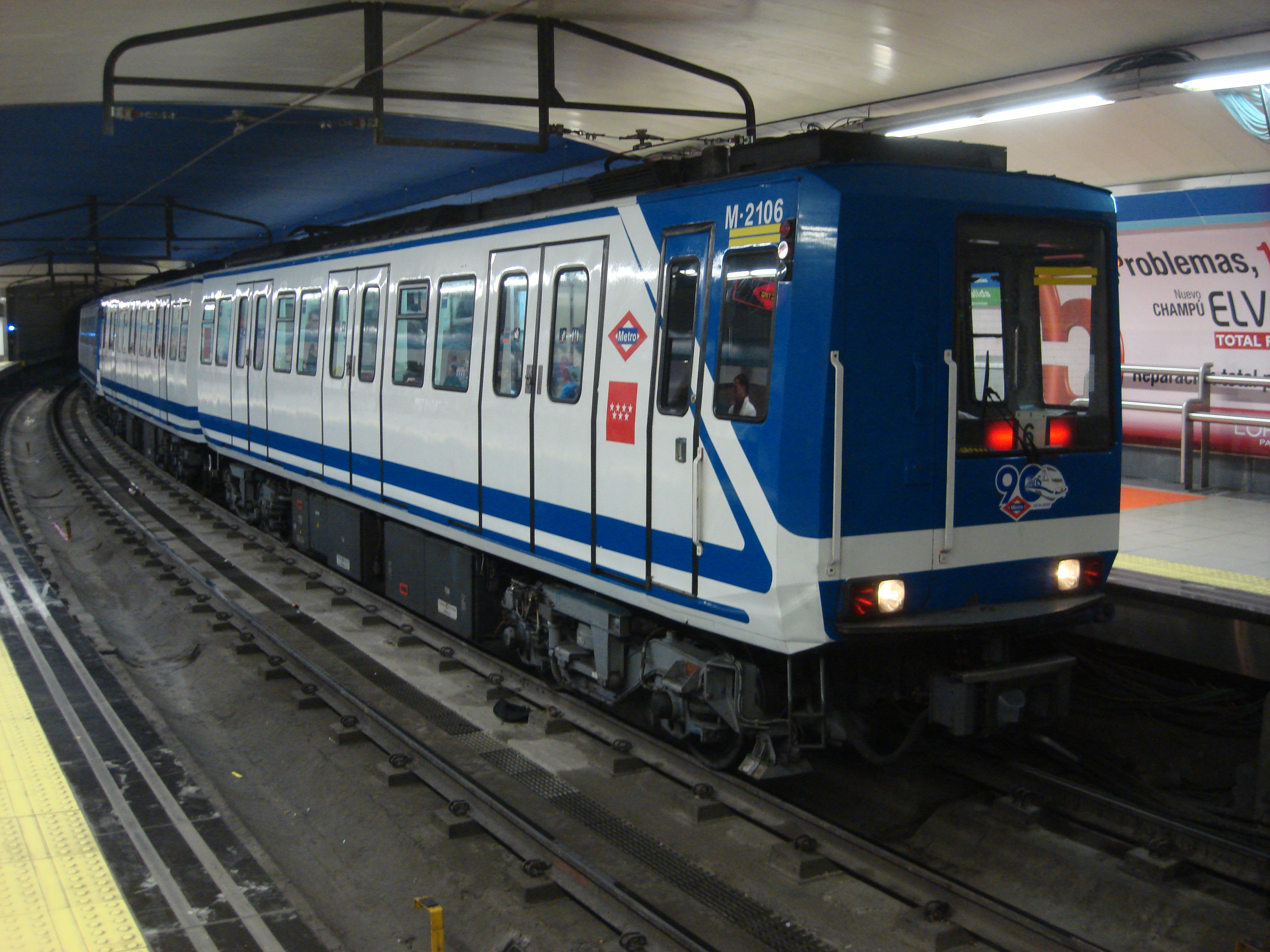
"Série 2000A" na estação Sol

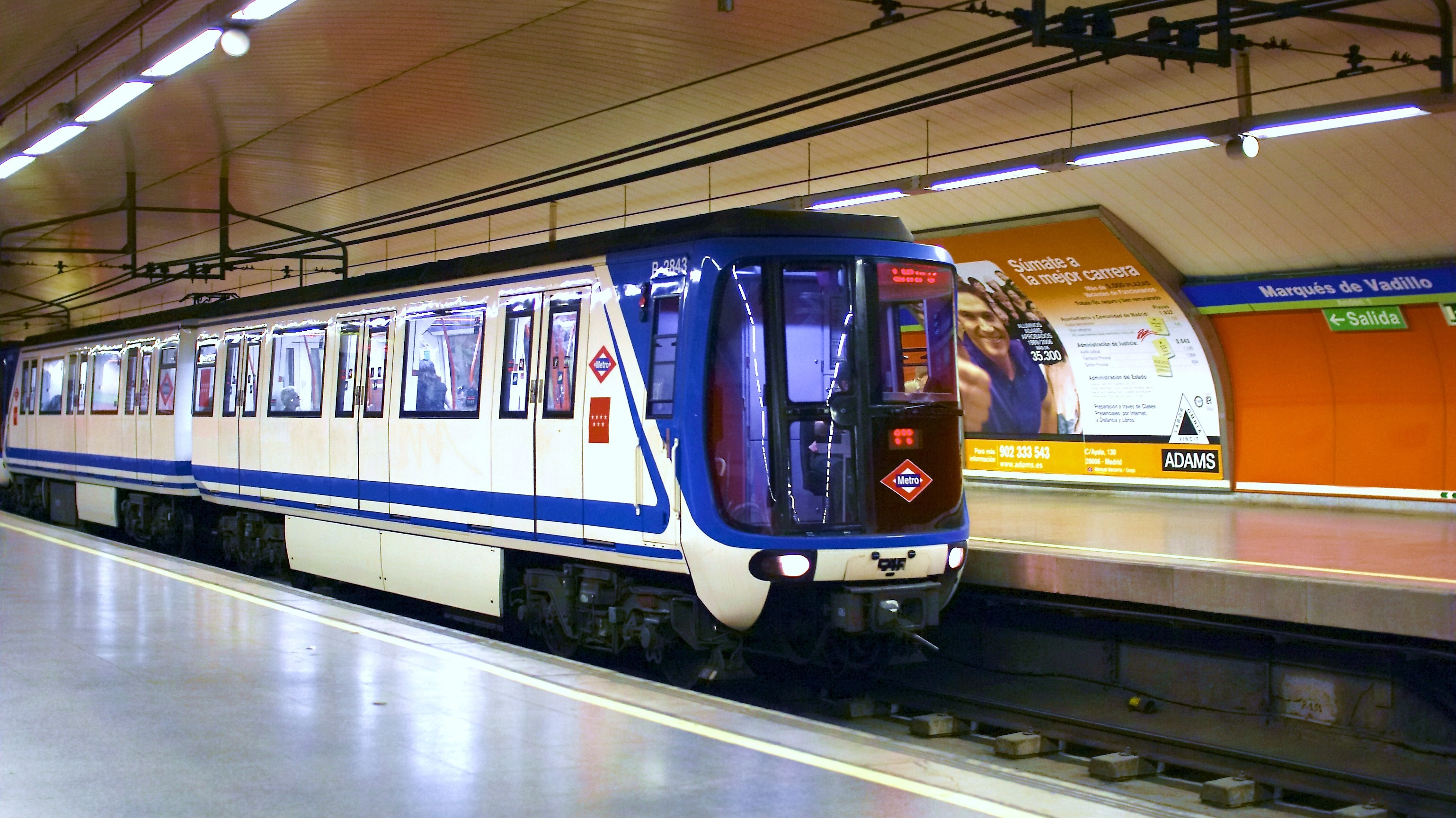
"Série 2000B", na estação Marqués de Vadillo

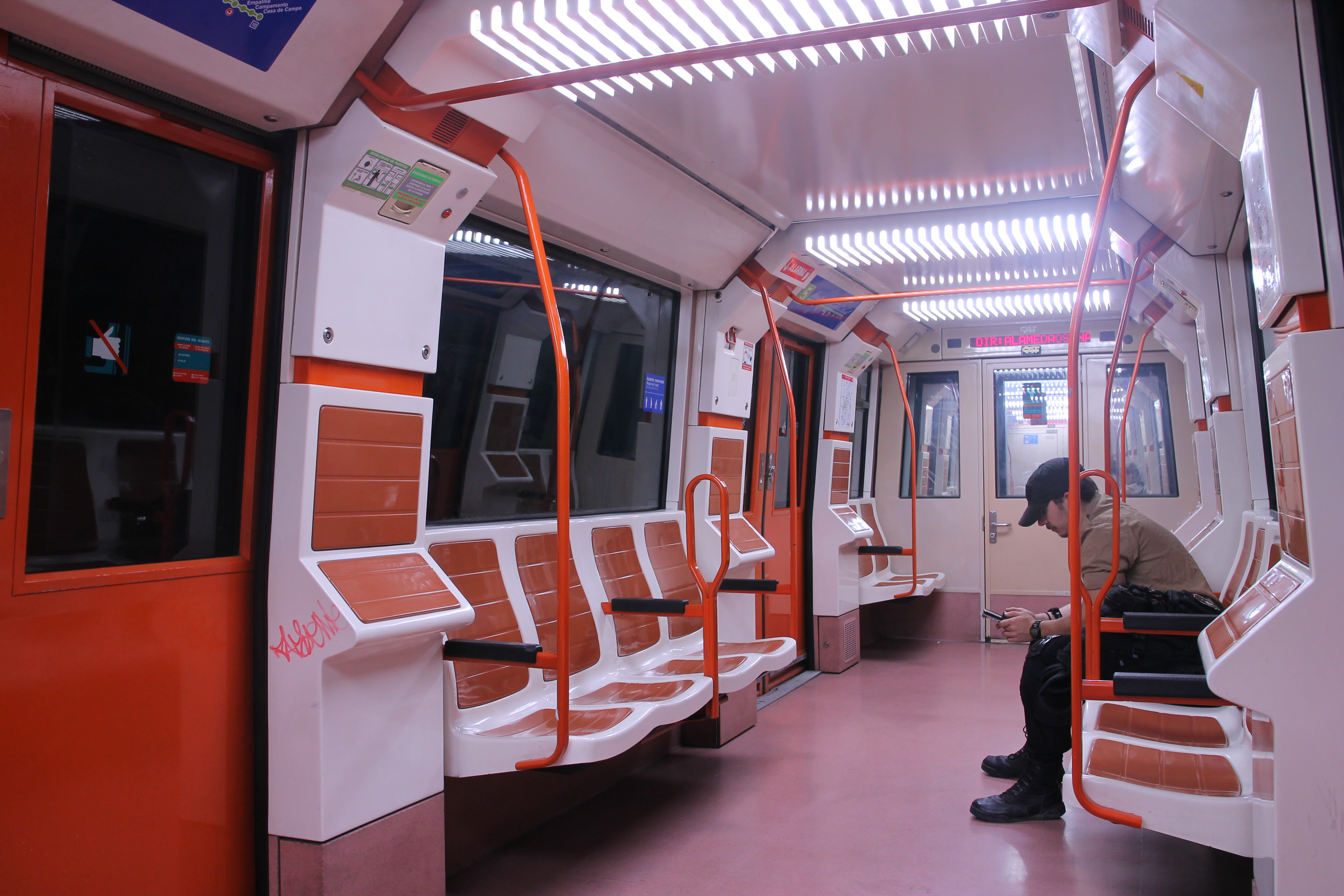
Vista interna

A Série 2000 é um tipo de automotora fabricada pela empresa espanhola Construcciones y Auxiliar de Ferrocarriles (CAF), S.A. fabricadas entre as décadas de 1980 e 1990. O equipamento é utilizado no Metro de Madrid nas linhas de bitola estreita.